# Un cielo radioso
Un cielo radioso (?, Hareyuku sora) è un manga scritto e disegnato dal mangaka giapponese Jirō Taniguchi.
È stato pubblicato per la prima volta in Giappone nel 2005 ad opera della Shūeisha. Nel 2008 la Coconino Press ne ha realizzato una versione italiana, con senso di lettura occidentale.

## Trama
Avviene un drammatico incidente nella notte. Kazuhiro Kubota, onesto lavoratore e padre di famiglia, investe per una tragica fatalità con il suo furgone il giovane Takuya Onodera. La corsa in ospedale si rivela del tutto inutile per Kazuhiro, che perde la vita.
Il suo spirito si risveglia però nel corpo di Takuya, sopravvissuto per miracolo e risvegliatosi dopo un periodo di coma. La seconda possibilità concessagli misericordiosamente convince l'uomo a rimediare a tutti gli errori della sua vita mortale, primo fra tutti la scarsa presenza in famiglia, dovuta ad eccessiva abnegazione al lavoro, e il terrore di non aver saputo manifestare nel migliore dei modi il proprio incondizionato affetto nei confronti della moglie Michiko e della figlia Tomomi.
Kazuhiro ha solamente pochi giorni per ritrovare la pace con se stesso e con i propri rimorsi, prima che lo spirito di Takuya torni a rivendicare il possesso del suo legittimo corpo.

## Edizioni
- Jirō Taniguchi, Un cielo radioso, Coconino Press, Bologna, 2008. ISBN 978-88-7618-185-6